# 14574 Payette
14574 Payette è un asteroide della fascia principale. Scoperto nel 1998, presenta un'orbita caratterizzata da un semiasse maggiore pari a 2,3146888 UA e da un'eccentricità di 0,1613508, inclinata di 5,59096° rispetto all'eclittica.